# Săcăreni
Săcăreni (węg. Székes) – wieś w Rumunii, w okręgu Marusza, w gminie Ernei. W 2011 roku liczyła 272 mieszkańców.